# Edward Fincke
Edward Michael Fincke (ur. 14 marca 1967 w Pittsburghu, stan Pensylwania, USA) – amerykański inżynier, pułkownik lotnictwa, astronauta.

## Wykształcenie oraz służba wojskowa
- 1985 – w Sewickley(inne języki) (stan Pensylwania) ukończył Sewickley Academy.
- 1989 – na Massachusetts Institute of Technology uzyskał licencjat z astronautyki i aeronautyki oraz z nauki o Ziemi i planetach. W lecie w ramach wymiany naukowej odbył staż w zakresie astronautyki na Moskiewskim Instytucie Lotnictwa im. S. Ordżonikidze.
- 1990 – na Stanford University uzyskał tytuł magistra astronautyki i aeronautyki. Po studiach rozpoczął czynną służbę wojskową w Siłach Powietrznych Stanów Zjednoczonych.
- 1991 – po odbyciu podstawowego przeszkolenia lotniczego rozpoczął służbę w Air Force Space and Missiles Systems Center w bazie lotniczej w Los Angeles (Kalifornia), gdzie jako inżynier pracował przy testowaniu systemów kosmicznych.
- 1994 – ukończył Szkołę Pilotów Doświadczalnych Sił Powietrznych (USAF Test Pilot School) w bazie wojskowej Edwards w Kalifornii. Następnie służył w 39. doświadczalnej eskadrze lotniczej (39th Flight Test Squadron) stacjonującej w bazie Eglin (Floryda). Latał na myśliwcach F-15 i F-16 i jako inżynier uczestniczył w kilku programach badawczych.
- 1996 – w styczniu przeniesiony do centrum doświadczalnego Gifu (Gifu Test Center) w bazie lotniczej Gifu w Japonii. Uczestniczył tam w amerykańsko-japońskim programie budowy myśliwca XF-2.
- 2001 – na University of Houston(inne języki) w Clear Lake uzyskał tytuł magistra w dziedzinie geologii planetarnej.

Na ponad 30 typach różnych samolotów wylatał ponad 1100 godzin.

## Kariera astronauty i praca w NASA
- 1996 – 1 maja został wybrany do 16 grupy astronautów NASA. W sierpniu w Johnson Space Center rozpoczął szkolenie podstawowe.
- 1998 – po zakończeniu dwuletniego szkolenia uzyskał kwalifikacje specjalisty misji i został skierowany do Wydziału Eksploatacji Stacji Kosmicznej (Station Operations Branch) Biura Astronautów NASA.
- 1999–2001 – w lipcu 1999 po raz pierwszy otrzymał przydział do rezerwowej załogi czwartej ekspedycji na Międzynarodową Stację Kosmiczną. Obok Fincke’a znaleźli się w niej również Giennadij Padałka oraz Stephen Robinson. Pod koniec 2000 rozpoczęły się przygotowania do misji. Podczas szkolenia Fincke zdobył uprawnienia inżyniera pokładowego statków kosmicznych Sojuz-TM oraz Sojuz-TMA. W październiku 2001 byli dublerami podstawowej załogi w składzie: Jurij Onufrijenko, Carl Walz i Daniel Bursch, która na ISS poleciała z misją STS-108.
- 2002 – w marcu został włączony do podstawowej załogi 9 ekspedycji na ISS. Znaleźli się w niej także Giennadij Padałka oraz Oleg Kononienko. Miesiąc później z uwagi na stan zdrowia z załogi rezerwowej 6 ekspedycji wycofany został Carlos Noriegia. Jego miejsce zajął Fincke. Podstawowa załoga: Kenneth Bowersox, Donald Pettit oraz Nikołaj Budarin poleciała w kosmos w październiku w załodze misji STS-113. W dniach od 13 do 20 maja Fincke w podwodnym laboratorium Aquarius dowodził wyprawą NEEMO 2. Uczestniczyli w niej również astronauci Sunita Williams oraz Daniel Tani.
- 2003–2004 – w lutym 2003 po katastrofie promu Columbia loty wahadłowców zawieszono, a stałe załogi ISS zmniejszono do dwóch osób. Po tych decyzjach sformowano nowe załogi przygotowujące się do lotu w kosmos. W grudniu 2003 Fincke i Padałka zostali wyznaczeni do podstawowego składu Ekspedycji 10. W styczniu 2004 najpierw Fincke (zastąpił z powodów zdrowotnych Williama McArthura) a później Padałka zostali przeniesieni do podstawowej załogi Ekspedycji 9. Wyprawa na pokładzie Sojuza TMA-4 doszła do skutku między kwietniem a październikiem 2004.

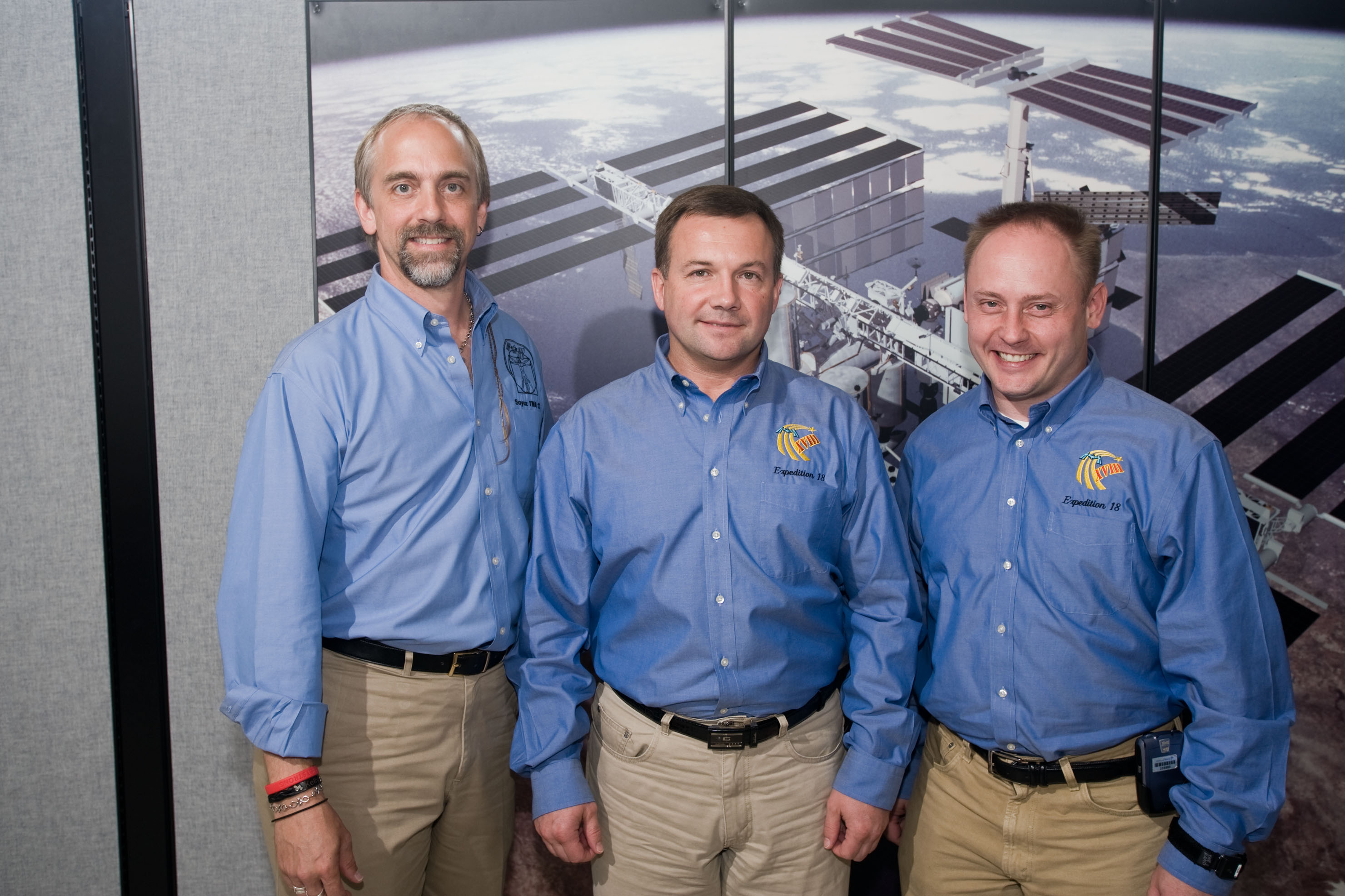
Załoga Sojuza TMA-13. Od lewej:R. Garriott, J. Łonczakow i E. Fincke.

- 2005 – pod koniec roku rozpoczął przygotowania razem z Fiodorem Jurczichinem w składzie załogi rezerwowej 13 misji na ISS. Fincke tym razem pełnił funkcję dowódcy załogi Międzynarodowej Stacji Kosmicznej. Później dołączył do nich Siergiej Wołkow. Podstawowa załoga wyruszyła w kosmos w marcu 2006.
- 2006 – w sierpniu Roskosmos i NASA wyznaczyły składy załóg 16 ekspedycji na ISS. Fincke został dowódcą załogi rezerwowej. Drugim członkiem tej wyprawy został Saliżan Szaripow. Później dołączył do nich jeszcze Faiz Bin Khaleed(inne języki) – dubler kosmonauty z Malezji. Podczas startu Sojuza TMA-11 w październiku 2007 wymienieni astronauci byli dublerami załogi podstawowej Malenczenko, Whitson i Sheikh Muszaphar Shukor.
- 2007 – w lutym został zatwierdzony przez NASA do kolejnego lotu kosmicznego[1]. 12 października 2008 wystartował na pokładzie Sojuza TMA-13 jako inżynier pokładowy i dowódca 18 ekspedycji.
- 2009 – 11 sierpnia wyznaczony został do lotu STS-134 jako specjalista misji[2].
- 2011 – 16 maja rozpoczął swój trzeci lot kosmiczny w misji STS-134.

## Loty kosmiczne
- Sojuz TMA-4,  Ekspedycja 9;

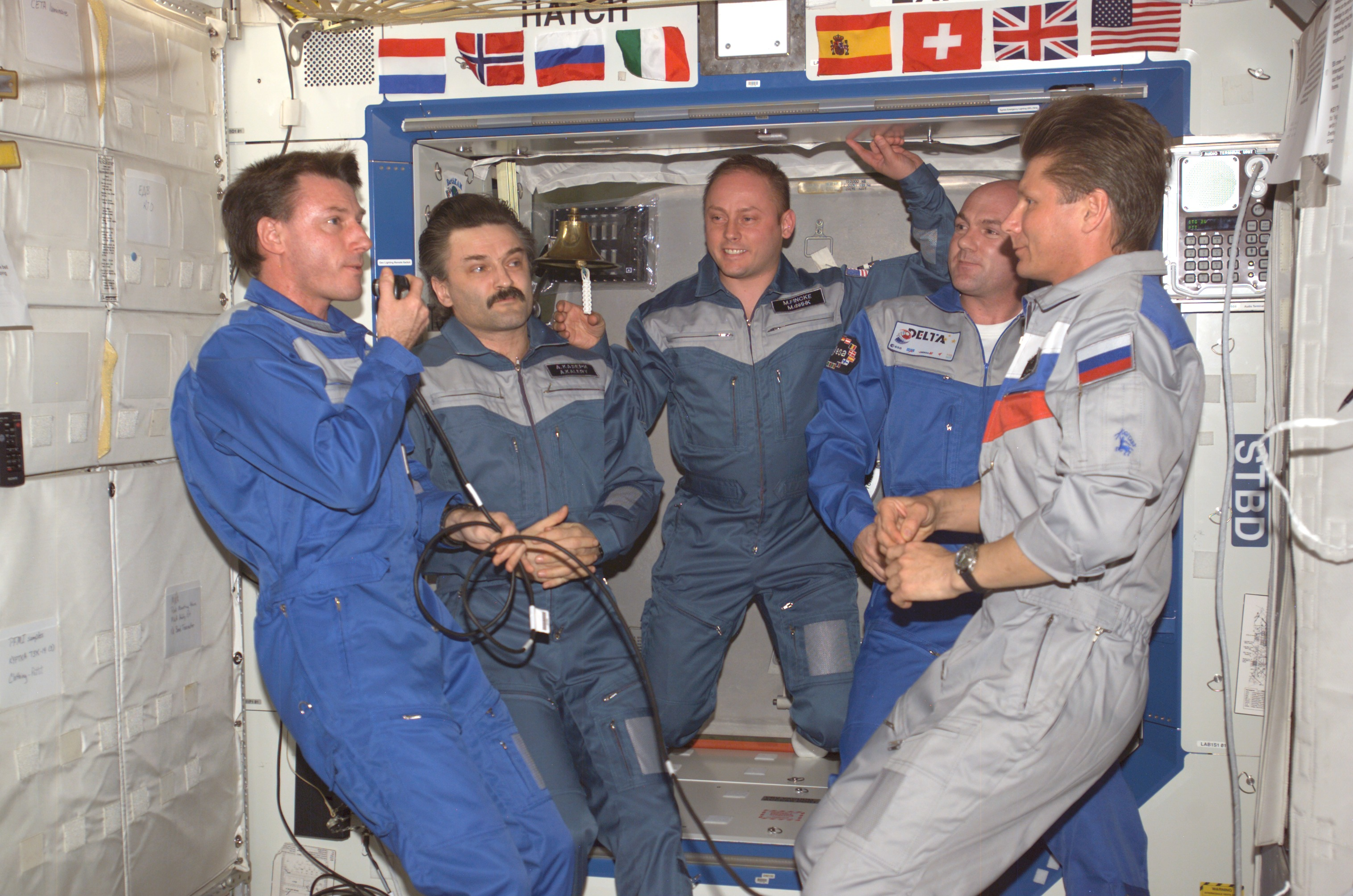
Członkowie Ekspedycji 8 i 9. Od lewej: M. Foale, A. Kaleri, E. Fincke, A. Kuipers i G. Padałka

Start do misji Sojuz TMA-4 nastąpił 19 kwietnia 2004. Na pokładzie statku Sojuz znajdowała się 3-osobowa załoga. Dowódcą był Giennadij Padałka. Fincke pełnił funkcję inżyniera pokładowego 2. Trzecim członkiem załogi był holenderski astronauta André Kuipers, który był pierwszym inżynierem pokładowym statku. 21 kwietnia nastąpiło połączenie Sojuza z Międzynarodową Stacją Kosmiczną. Pięć dni później, 26 kwietnia, Padałka i Finke (dziewiąta stała załoga stacji) przejęli ISS od swoich poprzedników, a Aleksandr Kaleri, Michael Foale oraz André Kuipers 30 kwietnia w kapsule Sojuza TMA-3 powrócili na Ziemię. Podczas misji trwającej do 24 października 2004 astronauci przyjęli dwa statki transportowe typu Progress, które przywiozły na stację zaopatrzenie. Poza tym 4-krotnie wychodzili w otwartą przestrzeń kosmiczną instalując m.in. na jej powierzchni nowe anteny. Naprawiali też system chłodzenia i jeden z żyroskopów. Finke spędził poza statkiem w sumie 15 godzin 45 minut i 22 sekundy. 16 października przycumował Sojuz TMA-5, przywożąc członków kolejnej zmiany (Ekspedycja 10 – Saliżan Szaripow oraz Leroy Chiao). Razem z nimi na stację dotarł również Jurij Szargin, który powrócił na Ziemię z Padałką i Fincke. Kapsuła Sojuza TMA-4 opadła na powierzchnię Ziemi 95 km NE od Arkałyku.

## Odznaczenia i nagrody
- NASA Space Flight Medal (medal NASA przyznawany za udział w locie kosmicznym)
- NASA Distinguished Service Medal (medal NASA przyznawany za wybitne zasługi)
- United States Air Force Meritorious Service Medal (medal za zasługi dla sił powietrznych)
- trzykrotnie Air Force Commendation Medal (medal za zasługi dla sił powietrznych)
- dwukrotnie Air Force Achievement Medal (medal sił powietrznych przyznawany za osiągnięcia)
- ISS Leadership Award
- Medal „Za zasługi w podboju kosmosu” (2011, Rosja)[3]
- Universal Astronaut Insignia za lot orbitalny (nr 433) – Stowarzyszenie Uczestników Lotów Kosmicznych (Association of Space Explorers(inne języki))[4]

## Wykaz lotów
| Loty kosmiczne, w których uczestniczył Edward M. Fincke                  | Loty kosmiczne, w których uczestniczył Edward M. Fincke | Loty kosmiczne, w których uczestniczył Edward M. Fincke | Loty kosmiczne, w których uczestniczył Edward M. Fincke | Loty kosmiczne, w których uczestniczył Edward M. Fincke | Loty kosmiczne, w których uczestniczył Edward M. Fincke | Loty kosmiczne, w których uczestniczył Edward M. Fincke |
| Lp.                                                                      | Data startu                                             | Statek kosmiczny                                        | Data lądowania                                          | Statek kosmiczny                                        | Funkcja                                                 | Czas trwania                                            |
| ------------------------------------------------------------------------ | ------------------------------------------------------- | ------------------------------------------------------- | ------------------------------------------------------- | ------------------------------------------------------- | ------------------------------------------------------- | ------------------------------------------------------- |
| 1                                                                        | 19 kwietnia 2004                                        | Sojuz TMA-4                                             | 24 października 2004                                    | Sojuz TMA-4                                             | Inżynier pokładowy 2 Sojuza inżynier lotu ISS           | 187 dni 21 godzin 16 minut i 9 sekund                   |
| 2                                                                        | 12 października 2008                                    | Sojuz TMA-13                                            | 8 kwietnia 2009                                         | Sojuz TMA-13                                            | Inżynier pokładowy Sojuza dowódca Ekspedycji 18 na ISS  | 178 dni 13 minut i 38 sekund                            |
| 3                                                                        | 16 maja 2011                                            | STS-134 Endeavour F-25                                  | 1 czerwca 2011                                          | STS-134 Endeavour F-25                                  | Specjalista misji                                       | 15 dni 17 godzin 38 minut i 23 sekundy                  |
| Łączny czas spędzony w kosmosie – 381 dni 15 godzin 8 minut i 10 sekund. |                                                         |                                                         |                                                         |                                                         |                                                         |                                                         |